# Masakra w Batepá
Masakra w Batepá – wydarzenia, które miały miejsce po 3 lutego 1953 roku na Wyspach Świętego Tomasza, gdy administracja kolonialna i portugalscy właściciele ziemscy dokonali masakry na miejscowej ludności kreolskiej nazywanej forro.

## Historia
Carlos Gorgulho objął urząd gubernatora w 1945 roku. W tym czasie Wyspa São Tomé była jednym z największych na świecie producentów kakao. Większość gruntów rolnych na wyspie zajmowały duże plantacje zwane roças. Zatrudniały one robotników kontraktowych (serviçais) z Afryki kontynentalnej i Republiki Zielonego Przylądka. Forro byli potomkami pierwszych portugalskich kolonizatorów i ich afrykańskich niewolników. W XVII i XVIII wieku stali się właścicielami niewielkich działek ziemi, a także największą grupą społeczną na Wyspie. Utrzymywali się z produkcji wina palmowego i ginu. Odmawiali pracy fizycznej na plantacjach, ponieważ uważali ją za niewolnictwo. Gorgulho natomiast zgodnie z polityką reformy gospodarczej Nowego Państwa chciał zerwania zależności Wysp od pracowników kontraktowych z zagranicy. Aby to osiągnąć, Gorgulho wdrożył politykę ułatwiającą serviçais powrót do domu, jednocześnie poprawiając warunki na roças, licząc, że zachęci to do podjęcia pracy przez miejscową siłę roboczą. Wprowadził również zakaz sprzedaży wina palmowego i lokalnie produkowanego ginu oraz podniósł pogłówne z 30 do 90 escudo, wierząc, że zmusi w ten sposób forro do podjęcia pracy najemnej na roças. Ponieważ brakowało siły roboczej również na budowach i przy robotach publicznych, administracja kolonialna wykorzystywała naloty policji, aby porywać ludzi do pracy przymusowej.
Wobec powszechnych niedoborów siły roboczej w 1952 roku administracja kolonialna zaproponowała osiedlenie na terenie Wysp Świętego Tomasza piętnastu tysięcy ludzi z Wysp Zielonego Przylądka. W styczniu 1953 roku rozeszły się pogłoski, że rząd przejmie ziemię forro, aby dać ją nowo przybyłym mieszkańcom i zmusi forro do pracy jako kontraktową siłę roboczą. 2 lutego 1953 roku na terenie Wysp Świętego Tomasza pojawiły się ręcznie pisane broszury grożące śmiercią każdemu, kto zatrudniał forro jako robotników. Rząd odpowiedział na to oficjalną deklaracją, że informacje te szerzą komuniści. W Trindade policjanci zastrzelili jednego z tubylców. Tłum udał się na posterunek policji do Batepá. Ponieważ na posterunku było tylko ośmiu policjantów, wezwali oni posiłki i odstraszyli protestujących seriami w powietrze z karabinu maszynowego. Obawiając się buntu, Gorgulho wezwał wszystkich białych kolonistów do chwycenia za broń, aby chronić siebie i białe kobiety. Szybko powstały oddziały milicji, do których przyłączyli się niektórzy mieszkańcy Wysp Zielonego Przylądka. Ponadto plantatorzy zmobilizowali robotników z Angoli i Mozambiku. W ciągu następnych kilku dni oddziały milicji i rząd kolonialny aresztowały wielu mieszkańców. Umieszczano ich w więzieniu w twierdzy São Sebastião, deportowano na Wyspę Książęcą, a na molo we wsi Fernão Dias utworzono obóz, w którym stosowano wobec więźniów przemoc, zmuszano ich do ciężkiej, często bezsensownej pracy, dlatego niektórzy badacze porównują go do obozu koncentracyjnego. Władze poddawały więźniów torturom przy użyciu prądu, a dziesiątki więźniów zmarło w wyniku tortur, bicia i pracy przymusowej. Wiele ciał zostało wrzuconych do morza. Nie udało się określić, ile osób zginęło. W zachowanych na Wyspach dokumentach odnotowano 1032 zgony, a źródła portugalskie mówią o stu do dwustu ofiarach. Oskarżonych w procesach bronił portugalski prawnik Manuel João Palma Carlos, który przyjechał na Wyspę miesiąc po masakrze. Zachęcał też do składania skarg do rządu w Lizbonie. Siedmiu forro zostało osądzonych i skazanych za zabójstwo dwóch policjantów.
Gdy 4 marca przybyli przedstawiciele PIDE, aby przeprowadzić śledztwo w sprawie rzekomego spisku komunistycznego, szybko doszli do wniosku, że go nie było, i w kwietniu minister terytoriów zamorskich Sarmento Rodrigues nakazał Gorgulho powrót do Lizbony. W lutym 1954 roku otrzymał on pochwałę za stłumienie rewolty, a w 1956 roku został odznaczony Orderem Avis.
Wydarzenia te przyczyniły się do rozwoju ruchu niepodległościowego na terenie Wysp Świętego Tomasza i Książęcej.

## Upamiętnienie
- Dzień 3 lutego jest obchodzony jako święto narodowe[11]. Po raz pierwszy w 1976 roku jako Dia dos Mártires do Colonialismo (Dzień Meczenników Kolonializmu)[8], a od 1980 roku jako Dia dos Heróis da Liberdade (Dzień Bohaterów Wolności)[8].
- W 50. rocznicę wydarzeń w 2003 roku została wydana książka Carlosa Espírito Santo A Guerra de Trindade[8].
- W 2005 roku został zatwierdzony Estatuto do Combatente da Liberdade da Pátria (Statut Bojownika o Wolność Ojczyzny), który przyznawał przywileje, także finansowe uczestnikom i ofiarom masakry w Batepa[8].
- W 2009 roku rząd Rafaela Branco podjął decyzję o zniszczeniu pomnika Heróis Nacionais w Fernão Dias planując budowę w tym miejscu portu, ale sześć lat później w 2016 roku odbudowano go według projektu Alexandre d'Alva[12].
- 3 lutego 2018 roku zostały odsłonięte tablice z nazwiskami ofiar masakry w Batepá. W uroczystości wziął udział prezydent Evaristo Carvalho[13].